# Xinyang

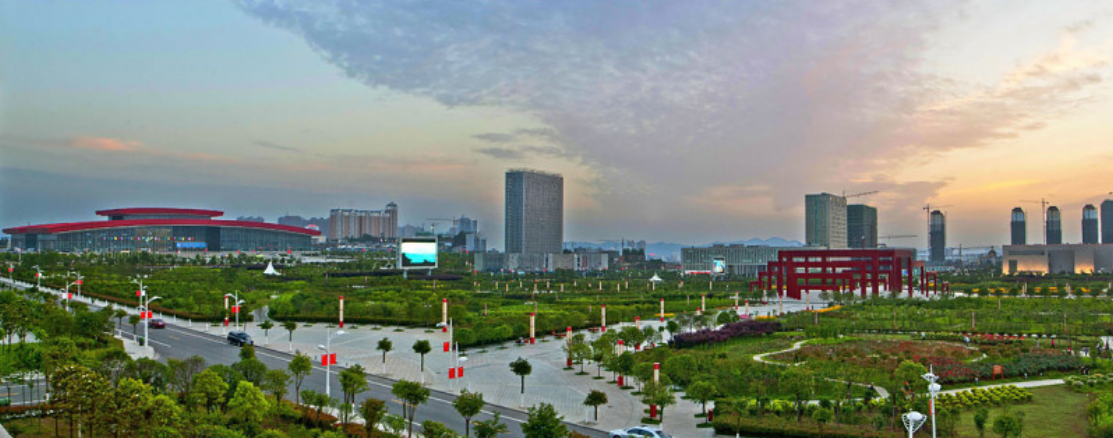

Xinyang (chinois : 信阳 ; pinyin : Xìnyáng) est une ville du sud-est de la province du Henan en Chine. Elle est le siège du diocèse catholique du même nom dont dépendaient 63 églises en 1949. Une liaison de chemin de fer la relie à Wuhan et à Zhengzhou. Depuis 2009, un projet immobilier géant est en train de voir le jour.

## Subdivisions administratives
La ville-préfecture de Xinyang exerce sa juridiction sur dix subdivisions — deux districts et huit xian :
- Le district de Shihe - 浉河区 Shīhé Qū ;
- Le district de Pingqiao - 平桥区 Píngqiáo Qū ;
- Le xian de Xi - 息县 Xī Xiàn ;
- Le xian de Huaibin - 淮滨县 Huáibīn Xiàn ;
- Le xian de Huangchuan - 潢川县 Huángchuān Xiàn ;
- Le xian de Guangshan - 光山县 Guāngshān Xiàn ;
- Le xian de Gushi - 固始县 Gùshǐ Xiàn ;
- Le xian de Shangcheng - 商城县 Shāngchéng Xiàn ;
- Le xian de Luoshan - 罗山县 Luóshān Xiàn ;
- Le xian de Xin - 新县 Xīn Xiàn.

## Histoire
Durant le Grand Bond en avant, la région a été le cadre de l'« incident de Xinyang », un épisode particulièrement aigu de la Grande famine : plus d'un million de personnes y sont mortes de faim entre 1959 et le printemps 1960.